# Edwin Wyndham-Quin, III conte di Dunraven e Mount-Earl
Edwin Richard Wyndham-Quin, III conte di Dunraven e Mount-Earl (Londra, 19 maggio 1812 – 6 ottobre 1871) è stato un nobile, politico e archeologo irlandese.
Insieme a George Petrie, Lord Dunraven è il padre fondatore "della base di una sana scuola di archeologia" in Irlanda.

## Biografia
Era il figlio di Windham Quin, II conte di Dunraven e Mount-Earl, e di sua moglie, Caroline Wyndham, figlia di Thomas Wyndham.  
Wyndham-Quin fu educato a Eton e al Trinity College di Dublino, laureandosi nel 1833.
Si convertì al cattolicesimo romano nel 1855. 
Il padre del terzo conte, assunse nel 1815 il nome aggiuntivo di "Wyndham" nel diritto di sua moglie. Rappresentò la contea di Limerick (1806-1820).

## Carriera

### Carriera politica
Come visconte Adare, sedette come deputato conservatore per il Glamorganshire (1837-1851). Mentre era alla Camera dei comuni divenne un sostenitore del cattolicesimo. La sua attività politica è stata in gran parte finalizzata a salvaguardare l'educazione religiosa in Irlanda. Divenne successivamente uno dei commissari dell'educazione in Irlanda. È succeduto a suo padre come conte nel 1850 e si è ritirato dalla Camera dei comuni l'anno prossimo.
L'11 giugno 1866 fu creato un pari del Regno Unito, con il titolo di Barone Kenry, di Kenry, nella contea di Limerick. Fu Lord luogotenente di Limerick (1864-1871).

### Carriera accademica
Dunraven era profondamente interessato alle attività intellettuali. Per tre anni ha studiato astronomia sotto William Rowan Hamilton nell'osservatorio di Dublino, e ha acquisito una conoscenza approfondita sia del lato pratico che teorico della scienza. Ha studiato i fenomeni dello spiritismo e si è convinto della loro genuinità. 
L'interesse principale di Dunraven era in archeologia. Fu associato a George Petrie, Stokes e altri archeologi irlandesi nella fondazione della Irish Archaeological Society nel 1840 e della Celtic Society nel 1845. Nel 1871 fu presidente di una sezione del Royal Archaeological Institute. Nel 1862 accompagnò Montalembert in un tour in Scozia, e cinque anni dopo viaggiò in Francia e in Italia, con lo scopo di fare uno studio speciale sui campanili. Ma l'archeologia irlandese lo occupava principalmente. Si dice che abbia visitato ogni baronia in Irlanda e quasi tutte le isole al largo della costa. Di solito era accompagnato da un fotografo, e il dottor William Stokes e la signorina Margaret Stokes erano spesso nella sua compagnia.
Dopo la morte di Petrie nel 1866, Dunraven si incaricò di completare il suo libro, Notes on Irish Architecture. 
Fu eletto Fellow del Royal Archaeological Institute nel 1831, Fellow della Society of Arts nel 1836, Fellow della Royal Geographical Society nel 1837, e il 10 aprile 1834 divenne Fellow della Royal Society.

## Matrimoni

### Primo Matrimonio
Sposò, il 18 agosto 1836, Augusta Gould (?-22 novembre 1866), figlia di Thomas Gould. Ebbero sei figli: 
- Lady Caroline Adelaide Wyndham-Quin (15 maggio 1838-2 luglio 1853)[6];
- Lady Augusta Emily Wyndham-Quin (10 agosto 1839-11 febbraio 1877), sposò Sir Arthur Vivian, ebbero quattro figli;
- Windham Wyndham-Quin, IV conte di Dunraven e Mount-Earl (12 febbraio 1841-14 giugno 1926);
- Lady Mary Frances Wyndham-Quin (25 novembre 1844-21 settembre 1884), sposò Arthur Smith-Barry, I barone Barrymore, ebbero due figli;
- Lady Edith Wyndham-Quin (7 settembre 1848-10 aprile 1885);
- Lady Emily Anna Wyndham-Quin (21 gennaio 1848-21 novembre 1940).

### Secondo Matrimonio
Sposò, il 27 gennaio 1870, Anne Lambert (?-30 ottobre 1917), figlia di Henry Lambert. Non ebbero figli. 
Nel 1855 Dunraven acquistò "Garinish Island" vicino a Sneem, come luogo per le vacanze. Ha commissionato l'architetto James Franklin Fuller e l'imprenditore edile Denis William Murphy la creazione di una casa, in seguito chiamata "Garinish Lodge", e un giardino sull'isola.
Era un uomo dalle percezioni rapide e dal grande potere di applicazione, un cattolico zelante e un padrone di casa molto popolare.